# Antaxius florezi
Antaxius florezi är en insektsart som beskrevs av Bolívar, I. 1900. Antaxius florezi ingår i släktet Antaxius och familjen vårtbitare. Inga underarter finns listade i Catalogue of Life.